# Im Aehlemaar
Im Aehlemaar ist ein Ortsteil im Stadtteil Schildgen von Bergisch Gladbach.

## Geschichte
Der Ortsteil Im Aehlemaar bildete ursprünglich den nördlichen Abschnitt von Sträßchen Siefen und erhielt 1959 die ortsübliche und katastermäßige Gewannenbezeichnung Im Aehlemar per Ratsbeschluss. Das Urkataster von 1827 verzeichnet den Flurnamen als An der Oehlmaar.

## Etymologie
Das Grundwort maar weist auf ein stehendes oder versumpftes Gewässer hin. Die Bedeutung von Aehle lässt sich nicht eindeutig klären. Am wahrscheinlichsten ist, dass es sich um die mundartliche Bezeichnung von Erle handelt. Dann würde es sich um ein mit Erlen bestandenes sumpfiges Gelände handeln.